# سودورلاند
منطقه جنوبی ایسلند (به لاتین: Southern Region) یکی از منطقه‌های کشور ایسلند است.

## خصوصیات
منطقه جنوبی ایسلند ۲۴٬۲۵۶ کیلومترمربع مساحت و ۲۳٬۳۱۱ نفر جمعیت دارد.